# Южен голоопашат броненосец
Южният голоопашат броненосец (Cabassous unicinctus) е вид бозайник от семейство Броненосцови (Dasypodidae).

## Разпространение и местообитание
Разпространен е в Боливия, Бразилия, Венецуела, Гвиана, Еквадор, Колумбия, Парагвай, Перу, Суринам и Френска Гвиана.